# Csém (Magyarország)
Csém község Komárom-Esztergom vármegyében, a Komáromi járásban.

## Fekvése
A község a Győr-Tatai teraszvidék kistájon, a vármegye északnyugati szögletében található. Komárom városától 5 kilométerre fekszik a Komáromot Kisbérrel összekötő 13-as főút mellett, az M1-es autópályától mindössze 1 kilométerre (a sztráda gyakorlatilag párhuzamosan húzódik a község területének déli határvonalával, de nem lépi át azt). Belterületét a 13-as út is elkerüli, a faluközpont a főútból, annak nyolcadik kilométere előtt délnyugat felé leágazó, bő 900 méteres hosszúságú 81 142-es úton érhető el (települési neve Béke utca).
Vasúton is megközelíthető az 5-ös számú (Komárom–Székesfehérvár) vasútvonalon, a település területén található Csémpuszta megállóhely a falu belterületétől mintegy 3 kilométerre található.

## Természeti adottságai
A község területének nagy része 120-130 méter magasságú síkság. Gyengén tagolt, a Duna teraszos hordalékkúpja. A mélyebben fekvő kavicsrétegek víztartalmát fúrt kúttal kihasználva a település saját vízellátó rendszerrel rendelkezik.
A felszínen laza kőzetek találhatók: folyóvízi homok, kavics és iszap, bemosódott lösszel keverve. A közepes termékenységű mészlepedékes és réti csernozjom talajon kis-, és nagyüzemi szántóföldi növénytermelés folyik. A márkás körtéket termelő gyümölcsöst az 1990-es évek végén felszámolták.
Éghajlatát nedves kontinentális terület jellemzi: azaz száraz és mérsékelten meleg. Éves középhőmérséklete: 10,2°, a csapadékmennyiség éves átlaga 590 milliméter. A leggyakoribb az északnyugati szélirány.
Egyetlen ásványkincse a beton-, és építési kavics. Kavicsbányája és osztályozója jelentős forgalmat bonyolít le.

## Nevének eredete
A település neve vélhetően személynévre vezethető vissza, ám annak jelentése és eredete nem tisztázott.

## Története
Neve 1209-ben fordul elő először Cem, 1233-ban Chem írásmóddal, 1485-ben pedig Chemy alakban írva említették az oklevelekben. Csém a Pannonhalmi Bencés Főapátság birtoka volt. A török elpusztította 1547-ben. Utána sokáig kihalt település volt. A 18. században az esztergomi érsek birtokolja. 1848-ban 148 fő római katolikus és 3 fő református lakosa volt. A két világháború között egy tantermes, egyházi, tanyasi iskolája működött. A 20. század közepéig Mocsához tartozott. Ez 1946-ban megváltozott és Kisigmándhoz került, majd 1971-től mindkét települést Nagyigmándhoz csatolták. 1989-től önállósult újra.

### Jelene
Csém gazdasági életében a ló-, és a szarvasmarha tenyésztés, a 19. század végétől pedig a cukorrépa termesztés játszott kiemelkedő szerepet. Ez utóbbinak az ácsi cukorgyár közelsége
adott lendületet. Területén termelőszövetkezet soha nem működött. Földjein a Komáromi Mezőgazdasági Rt. gazdálkodik. A falu útjai 1990 után kerültek burkolásra. A vezetékes gázellátás 1997-ben valósult meg. A község környéke kiváló kirándulóhely. A Concó-patak közelsége vonzó a vízparti hűsölést kedvelőknek. Kerékpárral és gyalog is jól megközelíthető.

## Közélete

### Polgármesterei
- 1990–1994: Aranyosi István (független)[4]
- 1994–1998: Aranyosi István (független)[5]
- 1998–2002: Aranyosi István (független)[6]
- 2002–2006: Aranyosi István (független)[7]
- 2006–2010: Aranyosi István (független)[8]
- 2010–2014: Aranyosi István (független)[9]
- 2014–2015: Aranyosi István (független)[10]
- 2015–2019: Dián Erzsébet (független)[11]
- 2019–2024: Dián Erzsébet (független)[12]
- 2024– : Szabó Csaba (független)[1]

A településen 2015. szeptember 6-án időközi polgármester-választást tartottak, az előző polgármester néhány hónappal korábban bekövetkezett halála miatt.

### Önkormányzati választások

#### 2019
Csémen különlegesen alakult a 2019-es magyarországi önkormányzati választás, mivel csak női jelöltek mérettették meg magukat. A polgármesteri posztért egyedül a hivatalban lévő Dián Erzsébet indult, aki így meg is nyerte a polgármester-választást. A négy képviselő-testületi helyért öt hölgy szállt versenybe, közülük mandátumot szerzett Szabóné Fürjes Klaudia (108 szavazattal), Farkasné Sárkány Elvira (93 szavazattal), Strublikné Krajcár Anita (90 szavazattal) és Bús Anita (74 szavazattal); az egyetlen jelölt, aki nem került be a testületbe, Somogyi Vivien volt, aki 57 szavazatot kapott. Minden jelölt függetlenként indult.

## Népesség
A település népességének változása:
| Lakosok száma | 416  | 392  | 388  | 391  | 394  | 402  | 407  |
|               | 2013 | 2014 | 2015 | 2021 | 2022 | 2023 | 2024 |

A 2011-es népszámlálás során a lakosok 86,9%-a magyarnak, 0,5% németnek, 0,5% szlováknak mondta magát (12,8% nem nyilatkozott; a kettős identitások miatt a végösszeg nagyobb lehet 100%-nál). A vallási megoszlás a következő volt: római katolikus 53%, református 5,7%, görögkatolikus 1,7%, felekezeten kívüli 17,1% (22,3% nem nyilatkozott).
2022-ben a lakosság 92,6%-a vallotta magát magyarnak, 0,5% németnek, 0,3% szlováknak, 1,8% egyéb, nem hazai nemzetiségűnek (7,4% nem nyilatkozott; a kettős identitások miatt a végösszeg nagyobb lehet 100%-nál). Vallásuk szerint 34,3% volt római katolikus, 9,1% református, 0,3% görög katolikus, 0,5% egyéb keresztény, 0,5% egyéb katolikus, 14,5% felekezeten kívüli (40,9% nem válaszolt).

## Nevezetességei
- Szent Anna rk. templom a falu legrégebbi épülete,
- a község környéke kellemes kirándulóhely,

## Itt születtek, itt éltek
Réthei Prikkel Marián Lajos (1871-1925) esztergomi bencés paptanár, etnográfus, az Esztergom és Vidéke lapszerkesztője